# Dietrich-Bonhoeffer-Kirche (Hannover-Roderbruch)

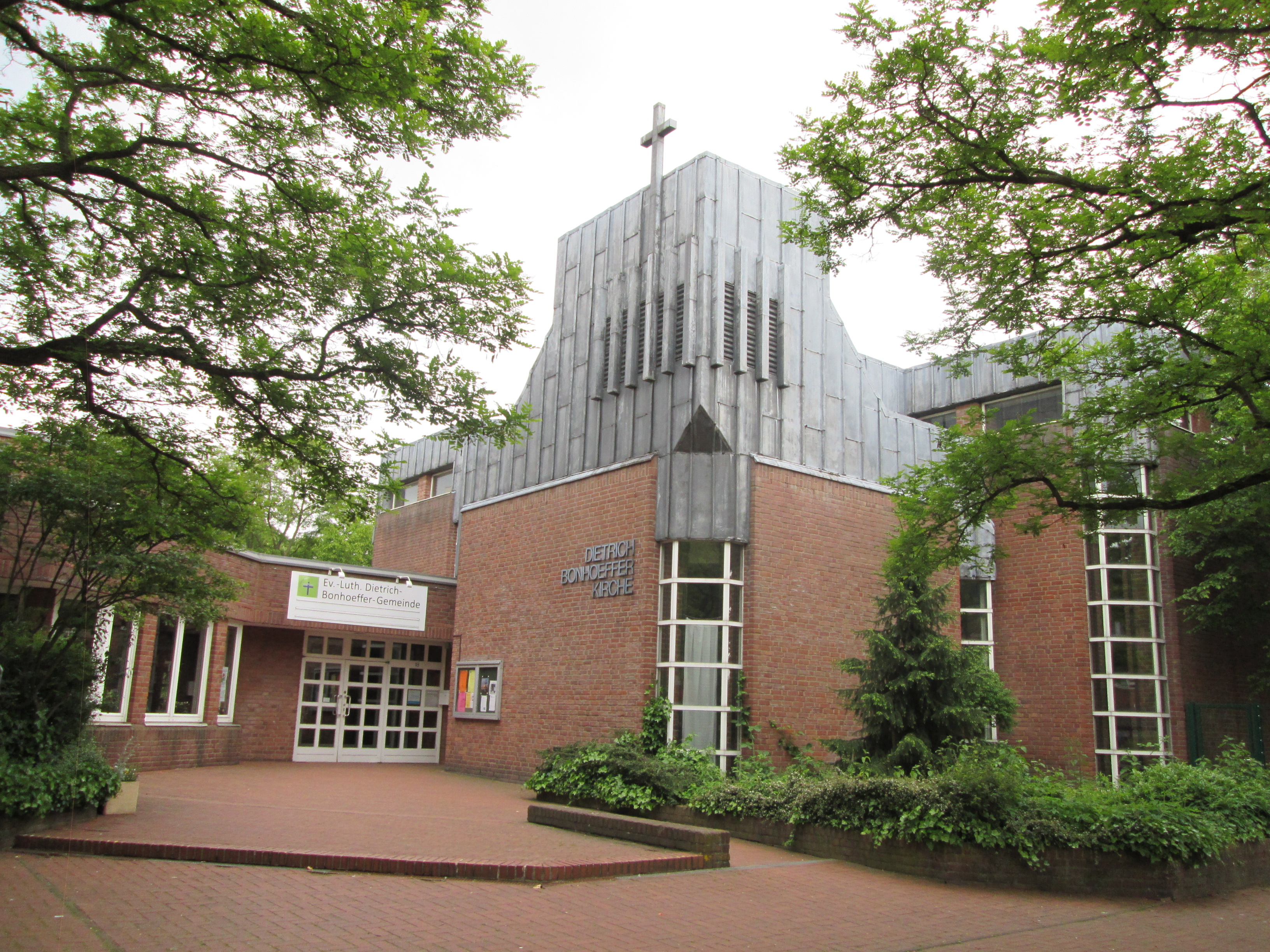
Der Kirchenbau mit Gemeindezentrum am Roderbruchmarkt

Die Dietrich-Bonhoeffer-Kirche in Hannover ist der in das Gemeindezentrum integrierte Kirchenraum der evangelisch-lutherischen und nach Dietrich Bonhoeffer benannten Kirchengemeinde. Der Standort der Einrichtung findet sich unter der Adresse Roderbruchmarkt 18 im hannoverschen Stadtteil Roderbruch am Nobelring.

## Geschichte
Die Dietrich-Bonhoeffer-Gemeinde wurde im Jahr 1971 gegründet als Tochtergemeinde der in Misburger wirkenden St.-Johannis-Kirchengemeinde. Anfangs nutzte die Gemeinde eine Baracke als Notkirche.
Erst im Jahr 1981 konnte das heutige Gemeindezentrum am Roderbruchmarkt eingeweiht werden.

## Baubeschreibung
Nach Entwürfen der Architekten Klaus und Gudrun Vogel entstand in den Jahren von 1980 bis 1981 der für Gottesdienste und Gemeinderäume konzipierte Bau als ein aus Backsteinen errichtetes modernes Gebäude, das sich „gegen die verhältnismäßig erdrückende Umgebungsbebauung behaupten kann“. Das Kirchenzentrum wirkt unter einem mit Blei verkleidetem Dachaufbau, in dem die Kirchenglocken aufgehängt sind. An gleicher Stelle signalisiert ein schlichtes, seitlich knapp über das Dach hinausragendes Kreuz die Bestimmung des Bauwerks. Ansonsten wurde jedoch äußerlich weitestgehend auf sichtbare Sakralarchitektur verzichtet und der eigentliche Kirchenraum in das Gemeindezentrum integriert.
Kirche und Gemeinderäume sowie das Hausmeister-Haus des Mauerwerksbaus mit seiner teilweisen Bleiverkleidung umfassen eine sich bis über zwei Stockwerke erstreckende Halle, die als Bindeglied zwischen dem als Marktplatz fungierenden Roderbruchmarkt und dem Außenbereich am Nobelring dient.

## Bilder aus dem Gemeindezentrum

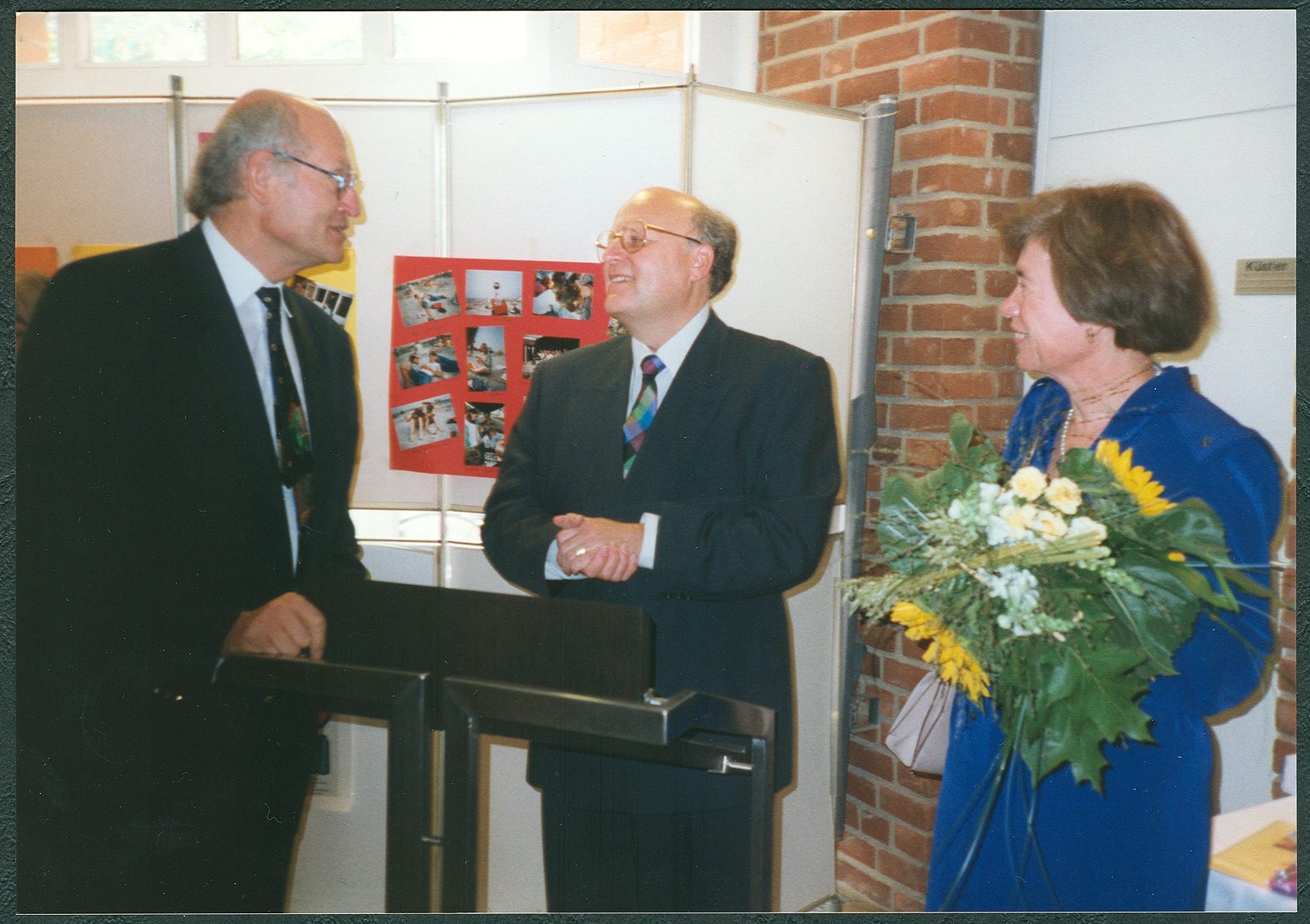
Der seinerzeitige Oberbürgermeister Herbert Schmalstieg (links) 1994 im Dietrich-Bonhoeffer-Gemeindezentrum
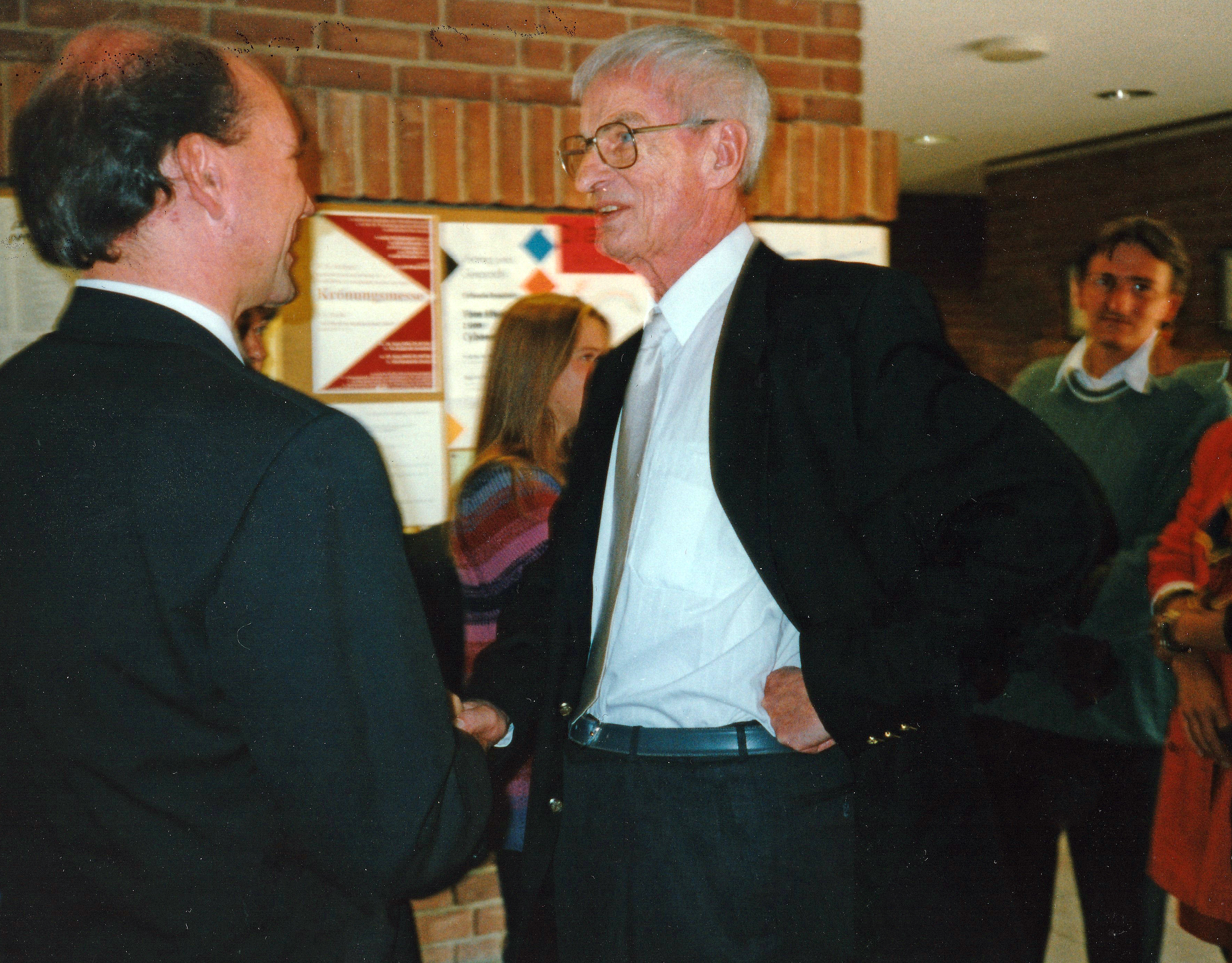
Rufus Flügge (Mitte) an seinem 80. Geburtstag mit Bernd Galluschke
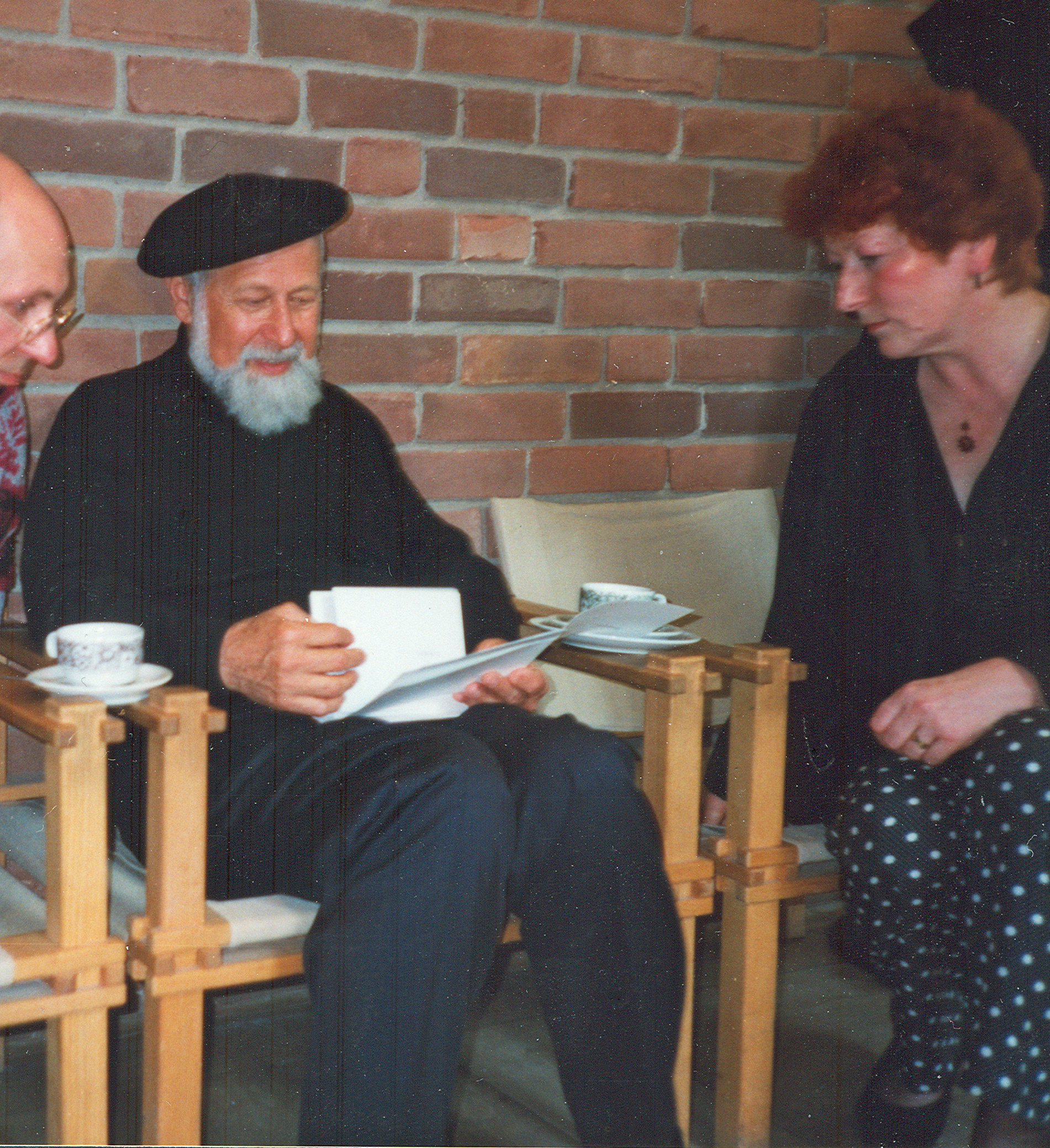
Der Autor Elazar Benyoëtz (Mitte) im Mai 1995